# Willy Vannitsen
Willy Vannitsen (Jeuk, Gingelom, Limburg, 8 de febrer de 1935 - Tienen, 19 d'agost de 2001) va ser un ciclista belga que fou professional entre 1954 i 1966.
Durant la seva carrera professional aconseguí més de 100 victòries, destacant la Fletxa Valona de 1958, dues etapes al Tour de França i una al Giro d'Itàlia.

## Palmarès
- 1953
  - Vencedor de 2 etapes a la Volta a Bèlgica amateur
- 1954
  - 1r del Premi d'Heist-op-den-Berg
  - Vencedor de 4 etapes a la Volta a Bèlgica amateur
  - Vencedor de 2 etapes a la Volta a Limburg amateur
- 1955
  - Vencedor d'una etapa a la Volta a Bèlgica
  - 1r de les Tres Viles Germanes
- 1956
  - Vencedor d'una etapa de la Volta als Països Baixos
- 1957
  - 1r a la Volta a Limburg
  - 1r als Sis dies de Brussel·les (amb Rik Van Looy)
- 1958
  - 1r al Giro de Toscana
  - Vencedor d'una etapa al Giro d'Itàlia
  - Vencedor de 2 etapes a la París-Niça
- 1959
  - Vencedor d'una etapa a la París-Niça
  - Vencedor d'una etapa a la Volta a Bèlgica
- 1960
  - 1r a la Volta a Limburg
- 1961
  - 1r a la Fletxa Valona
  - 1r a les Tres Valls Varesines
  - 1r de la Milà-Vignola
  - 1r als Sis dies d'Anvers (amb Peter Post i Rik Van Looy)
- 1962
  - Vencedor de 2 etapes al Tour de França
  - Vencedor d'una de la Volta a Luxemburg
  - 1r a l'Acht van Chaam
  - 1r a la Vorst-Brussel·les
- 1963
  - 1r a la Zonhoven-Anvers-Zonhoven
- 1964
  - Vencedor d'una etapa a la París-Niça
- 1965
  - 1r al Gran Premi de l'Escaut
  - Vencedor d'una etapa a la París-Niça
  - Vencedor d'una etapa de la Volta als Països Baixos

### Resultats al Tour de França
- 1962. 70è de la classificació general. Vencedor de 2 etapes
- 1963. Abandona (9a etapa)
- 1964. Abandona (7a etapa)
- 1966. Abandona (15a etapa)

### Resultats al Giro d'Itàlia
- 1957. Abandona (7a etapa)
- 1958. Abandona (9a etapa). Vencedor d'una etapa.  Porta el mallot rosa de líder durant una etapa
- 1959. Abandona (15a etapa)
- 1960. Abandona (5a etapa)
- 1961. Abandona (12a etapa)